# El-Gatrun
el-Gatrun (anche al-Qatrun in inglese, in arabo القطرون, Al Qaţrūn), è un villaggio della Libia, situato nel deserto del Fezzan. Secondo il censimento del 2003 la popolazione era di 11.102 abitanti.
La località si trova sulle principali vie di comunicazione che collegano la Libia al Niger e al Ciad, ed ospita un consolato della Repubblica del Niger.